# Microsoft Windows 2000
Windows 2000, kurz W2K oder Win 2k (von Kilo: „2k“ = 2000), ist ein Betriebssystem von Microsoft. Es ist eine Weiterentwicklung von Windows NT 4.0 und der Vorgänger von Windows XP. Die interne Bezeichnung bei Microsoft lautet Windows NT 5.0.

## Geschichte

### Entwicklung als Windows NT 5.0
Die Planungen für Windows NT 5.0, der ursprüngliche Name von Windows 2000, begannen kurz nach der Veröffentlichung von Windows NT 4.0. Mit dem neuen Betriebssystem wollte Microsoft die Administrationskosten für Unternehmen senken, das hauptsächlich durch die Einführung eines Verzeichnisdienstes namens Active Directory geschehen sollte. Das Betriebssystem sollte Ende 1997 veröffentlicht werden. Anfang 1997 verteilte Microsoft eine Vorversion von Active Directory an Entwickler, gleichzeitig kündigte das Unternehmen an, dass sich die Fertigstellung des Betriebssystems in das Jahr 1998 verschiebe. Diese erste Verzögerung wurde zunächst begrüßt, da die Presse sich davon ein stabileres Betriebssystem erhoffte und viele Unternehmen ohnehin mit der Migration auf den Vorgänger Windows NT 4.0 beschäftigt seien.
In darauffolgenden Presseständen von Microsoft, unter anderem auf der CeBIT im März 1997 und auf der WinHEC im Mai 1997, erläuterte das Unternehmen die Ziele des neuen Betriebssystems. Windows NT 5.0 sollte die Windows-9x- und Windows-NT-Linien vereinigen und in diesem Zuge Funktionen wie Plug and Play und USB-Unterstützung beinhalten. Neben der bisherigen 32-Bit-Version sollte es erstmals auch eine 64-Bit-Version von Windows für den Alpha-Prozessor von DEC und einem Prozessor von Intel mit dem Codenamen Merced (dem späteren Intel Itanium) geben. Wie NT 4.0 sollte NT 5.0 in einer Workstation-, Server- und Enterprise-Edition erscheinen. Microsoft lizenzierte am 12. Mai 1997 eine Mehrbenutzertechnologie von Citrix, die neben NT 4.0 (in Form der Terminal Server Edition) auch Bestandteil von NT 5.0 sein sollte.
Auf der COMDEX im Frühjahr 1997 kündigte Microsoft einen Betatest im Zeitraum August/September und eine Veröffentlichung Anfang 1998 an, was in etwa dem Entwicklungszeitraum von Windows NT 4.0 entsprach. Das Betatest-Datum wurde später auf den September 1997 festgesetzt, was sich später als großer Fehler herausstellte, da die Entwickler weit hinter dem Zeitplan lagen und nicht in der Lage waren, in so kurzer Zeit eine Beta-Version des Betriebssystems mit den zuvor versprochenen Funktionen fertigzustellen. Als am 20. September 1997 die erste Beta-Version schließlich veröffentlicht wurde, galt sie als instabil und unausgereift; zahlreiche Neuheiten des Betriebssystems waren in dieser Vorversion nicht vorhanden oder funktionsuntüchtig. Der Termin für den zweiten Betatest, der für den 15. Dezember 1997 vorgesehen war, musste in das Jahr 1998 verschoben werden. In diesem Zuge war auch der geplante Veröffentlichungstermin Anfang 1998 nicht zu halten und musste zum Ende des Jahres verschoben werden. Einige Zeitschriften schrieben gar, dass mit einer Fertigstellung erst 1999 zu rechnen sei. Der zweite Betatest wurde zunächst für den April 1998 versprochen, aber auch dieser Termin fiel schließlich und so veröffentlichte das Unternehmen zunächst nur eine Vorversion im März.
Im Februar 1998 bestätigte Microsoft, dass zu ambitionierte Ziele Schuld an den massiven Verzögerungen im Entwicklungsprozess seien. Zu den Plänen, die für Windows NT 5.0 vorgesehen waren, zählten etwa eine TV-Funktion (die später unter der Bezeichnung WebTV Bestandteil von Windows 98 wurde) sowie ein Projekt mit dem Codenamen Chrome, das DirectX und HTML kombinieren sollte, um Multimediainhalte im Web bereitzustellen, aber letztendlich nie realisiert wurde. Spekulationen, wonach gar das von Anfang an versprochene Active Directory dem Entwicklungsprozess zum Opfer fallen könnte, dementierte Microsoft klar. Der zweite Betatest wurde auf den Juni 1998 festgesetzt, das Endprodukt sollte nunmehr tatsächlich Anfang 1999 erscheinen. Der endgültige Termin für den zweiten Betatest war, nach weiteren Verzögerungen, der 18. August 1998. Zwar enthielt diese Version laut Microsoft alle für das Endprodukt vorgesehenen Funktionen, sie galt jedoch auch als instabil und unausgereift. Aufgrund dessen plante Microsoft einen dritten Betatest zu einem noch unbestimmten Zeitpunkt.

### Fortführung unter dem Namen Windows 2000
Am 27. Oktober 1998 wurde dann der Name Windows 2000 durch Microsoft offiziell festgelegt. Dieser Schritt war in der Öffentlichkeit äußerst kontrovers, da Windows NT bislang der Name für Business-Betriebssysteme war, während hingegen die Bezeichnung Windows ohne Zusatz mit Consumer-Betriebssystemen assoziiert wurde. Diese Entscheidung sollte sich erst im Nachhinein als richtig herausstellen, denn viele Nutzer sahen Windows 2000 nach seiner Veröffentlichung als ein besseres Betriebssystem als Windows NT an, obwohl Windows 2000 letztlich auch nur eine Version von Windows NT ist. Gleichzeitig wechselten die drei Versionen des Betriebssystems ihren Namen; sie hießen nunmehr Professional, Server und Advanced Server. Der Windows 2000 Server würde anders als die bisherigen Server-Versionen von Windows NT nur noch zwei statt vier Prozessoren unterstützen, der Advanced Server nur noch vier statt acht Prozessoren. Neu angekündigt wurde der Datacenter Server, eine Version für große Rechenzentren, die bis zu 16 Prozessoren und 64 Gigabyte Arbeitsspeicher unterstützen werde.
Im Januar 1999 erklärte Microsoft, dass das Endprodukt erst am 25. Februar 2000 erscheinen werde; der dritte Betatest sollte im April 1999 stattfinden. Zu dieser erneuten Verzögerung trugen zahlreiche Faktoren bei: die parallel verlaufende Hardwareentwicklung und die dadurch entstehende Notwendigkeit, Treiber für diese neue Hardware zu schreiben (etwa den Pentium-III-Prozessor), Vorsorgemaßnahmen aufgrund des Jahr-2000-Problems, die zuvor erfolgte Namensänderung sowie die parallele Arbeit an der 64-Bit-Version. Aufgrund dessen entstanden kurzzeitig Gerüchte um eine Version des Betriebssystems, der zwar bestimmte Funktionen, wie das Upgrade einer bestehenden Windows-NT-Domäne auf Active Directory, fehlen würden, die aber die zeitliche Lücke bis zur endgültigen Veröffentlichung schließen sollte. Der dritte Betatest, an dem 650.000 Betatester teilnahmen, startete schließlich am 30. April 1999. Diese Version löste die Probleme, die in vergangenen Betatests auftraten, und brachte große Hoffnungen auf die Endversion.
Am 1. Juli 1999 folgte der Release Candidate von Windows 2000. Auch wenn das Betriebssystem nochmals stabiler war als beim letzten Betatest, zeigten sich immer noch Probleme im Zusammenhang mit Active Directory. Am 18. August 1999 entschied Microsoft, dass die Server-Varianten von Windows 2000 die doppelte Anzahl an Prozessoren unterstützen würden – 4 beim Server, 8 beim Advanced Server und 32 beim Datacenter Server. Damit revidierte Microsoft seine frühere Entscheidung, die Anzahl der unterstützten Prozessoren im Vergleich zu NT 4.0 zu reduzieren und reagierte auf das zu erwartende Erscheinen von Systemen mit acht Prozessoren.
Der zweite Release Candidate, der ursprünglich am 6. September folgen sollte, erschien schließlich wenige Tage später am 15. September. Doch auch dies sollte nicht der letzte Release Candidate sein; Microsoft brachte am 17. November eine dritte Version heraus, und am 15. Dezember erreichte Windows 2000 schließlich den Status Release to Manufacturing. Am 17. Februar 2000 erschienen schließlich Windows 2000 Professional, Server und Advanced Server. Der Start von Windows 2000 drohte zunächst, überschattet zu werden: laut einer internen Nachricht von Microsoft solle Windows 2000 63.000 Fehler haben. Es stellte sich jedoch heraus, dass dies nur das Resultat eines Programms sei, das den Quelltext von Windows 2000 und zusätzlichen Quellcode, der nicht im finalen Release dabei war, automatisiert überprüfe, zudem auch false positives ausgeben würde und daher nichts mit der Anzahl der Fehler im Betriebssystem zu tun habe. Der Windows 2000 Datacenter Server kam am 26. September 2000 auf den Markt.
Der Mainstream Support von Windows 2000 lief am 30. Juni 2005 aus. Der Extended Support, in dessen Rahmen Sicherheitsaktualisierungen veröffentlicht wurden, endete am 13. Juli 2010.

### 64-Bit-Version von Windows 2000
Parallel zur 32-Bit-Version arbeitete ein separates Entwicklerteam, geführt von David N. Cutler, an der 64-Bit-Version des Betriebssystems, die Anfang 2000 für den Alpha-Prozessor und später gemeinsam mit der Veröffentlichung des Itanium-Prozessors auch für diese Architektur erscheinen sollte. Diese Version sollte nicht nur mehr als die bei 32-Bit-Prozessoren adressierbaren 4 Gigabyte an Arbeitsspeicher unterstützen, sondern noch einige zusätzliche Funktionen beinhalten, um sie für Großunternehmen attraktiver zu machen. Compaqs Ankündigung, die Entwicklung von Alpha-Prozessoren zu beenden, brachte jedoch nicht nur das Ende für die 32-Bit-Version, die sich bereits in der Release Candidate-Phase befand, sondern auch für die 64-Bit-Version. Da jedoch funktionierende Prototypen des Itanium-Prozessors fehlten und es auch keine anderen 64-Bit-Systeme gab, die für Windows 2000 in Frage gekommen wären, arbeiteten die Entwickler vorerst weiter mit Alpha-Rechnern.
Im August 1999 demonstrierten Microsoft und Intel erstmals Windows 2000 auf einem Prototyp eines Itanium-Systems. Im Juni 2000 erschien eine Vorversion der 64-Bit-Version von Windows 2000; diese erhielten die Besitzer der 5.000 bis dahin ausgelieferten Itanium-Prototypen. Danach endeten die Arbeiten an der 64-Bit-Version von Windows 2000; diese wurde fortan auf Basis des Nachfolgers, Windows Whistler, entwickelt.

## Service Packs und Aktualisierungen
Für Windows 2000 erschienen insgesamt vier Service Packs. Diese erschienen erstmals in zwei Versionen. Zum einen ist dies die Webinstallation, die automatisch den Versionsstand des Betriebssystems überprüft und nur die Dateien herunterlädt, die aktualisiert werden müssen. Zum anderen ist dies die Netzwerkinstallation, die wie bisher sämtliche Dateien enthält. Zudem konnte wie bisher das Service Pack als CD bestellt werden.
Eine Neuheit der Service Packs für Windows 2000 ist das sogenannte Slipstreaming. Dabei können die Dateien des Service Packs in das Installationsverzeichnis von Windows 2000 integriert werden, sodass bei einer Neuinstallation des Betriebssystems die Installation des Service Packs nicht mehr notwendig ist.

### Service Pack 1
Das erste Service Pack für Windows 2000 kam am 31. Juli 2000 heraus. Das Service Pack selbst beschränkte sich dabei größtenteils auf die Behebung der Programmfehler, die seit dem Erscheinen von Windows 2000 entdeckt wurden. Eine Neuheit, die nur auf der Service Pack-CD enthalten war, aber auch separat aus dem Internet heruntergeladen werden konnte, war der Terminal Services Advanced Client, eine Erweiterung der Terminaldienste des Windows 2000 Servers. Enthalten waren ein ActiveX-Client, mit dem eine Verbindung auch über das Internet mittels des Internet Explorers hergestellt werden konnte, ein Snap-In der Terminaldiensteverwaltung für die Microsoft Management Console, sowie ein Windows-Installer-Paket, mit dem das Clientprogramm auf Windows-2000-Clients installiert werden kann.

### Service Pack 2
Das Service Pack 2 folgte am 16. Mai 2001. Da mit diesem Service Pack die Exportbeschränkungen der USA bezüglich Kryptografieverfahren entfielen, aktualisierte das Service Pack die Verschlüsselungsverfahren auf 128 Bit, einschließlich der Systeme außerhalb der USA, die bisher auf eine maximale Schlüssellänge von 56 Bit beschränkt waren.
Mit dem Service Pack 2 unterstützte das Betriebssystem erstmals den Kompatibilitätsmodus, der Probleme mit Anwendungen lösen soll, die für Windows NT 4.0 oder Windows 95 geschrieben wurden und unter Windows 2000 standardmäßig nicht korrekt ausgeführt werden. Der Kompatibilitätsmodus ist standardmäßig deaktiviert, kann aber bei Bedarf aktiviert werden. Zudem wird er nur auf Windows 2000 Professional installiert, für die Serverversionen konnte der Kompatibilitätsmodus allerdings aus dem Internet heruntergeladen werden.

### Service Pack 3
Am 1. August 2002 veröffentlichte Microsoft das Service Pack 3. Mit diesem Service Pack erhielt Windows 2000 die Funktion Automatische Updates, die im Hintergrund automatisch nach verfügbaren Aktualisierungen sucht und den Anwender informiert, falls neue Aktualisierungen verfügbar sind. Zudem können mit dem Service Pack 3 die Standardprogramme wie Webbrowser und E-Mail-Programm konfiguriert werden. Der in Windows 2000 installierte Windows Installer wird mit diesem Service Pack auf die Version 2.0 aktualisiert.
Mit dem Service Pack 3 unterstützt Windows 2000 48-Bit-LBA und kann damit korrekt mit Festplatten umgehen, die größer sind als 137 GB. Die Unterstützung muss jedoch manuell in der Windows-Registrierung aktiviert werden. Zudem können mit dem Service Pack 3 Computercluster erstmals in Active Directory integriert werden.

### Service Pack 4
Das letzte Service Pack für Windows 2000 erschien am 26. Juni 2003. Mit diesem Service Pack unterstützte Windows 2000 erstmals USB-2.0-Controller. Zudem führte das Service Pack 4 eine Unterstützung für drahtlose Netzwerke nach dem IEEE-802.11-Standard ein, die dem Nachfolgebetriebssystem Windows XP entnommen wurde und ähnlich funktioniert, aber im Vergleich zu diesem einige Einschränkungen besitzt. So muss zur Herstellung einer Verbindung ein Programm des Adapterherstellers verwendet werden, außerdem kann immer nur ein drahtloser Netzwerkadapter verwendet werden und nicht mehrere gleichzeitig.
Das Service Pack 4 enthält im Gegensatz zu früheren Versionen keine Aktualisierungen der Microsoft Virtual Machine mehr, diese können jedoch manuell heruntergeladen und installiert werden. Die Service Pack-CD enthält zudem Updates für das Windows 2000 Resource Kit; diese betreffen die Netzwerkdiagnoseprogramme sowie das Programm Sysprep.

### Nachfolgende Aktualisierungen
Nach dem Service Pack 4 plante Microsoft zunächst ein Service Pack 5. Im November 2004 kündigte Microsoft jedoch an, dass es kein Service Pack 5 mehr geben würde, stattdessen sollten die neuesten Aktualisierungen in Form eines Update-Rollup-Pakets erscheinen. Dieses Update-Rollup-Paket kam am 28. Juni 2005 heraus, setzte ein installiertes Service Pack 4 voraus und enthielt alle seitdem erschienenen Hotfixes. Da das Update-Rollup-Paket einige Fehler enthielt, erschien am 13. September 2005 eine aktualisierte Version.

## Beschreibung

### Versionen
Windows 2000 wurde in vier Versionen veröffentlicht: Professional, Server, Advanced Server und Datacenter Server. Eine Embedded-Version wie zuvor bei Windows NT 4.0 war zwar geplant, Microsoft gab aber am 24. April 2000 das Ende der Entwicklungsarbeiten an dieser Version bekannt.
- Windows 2000 Professional ist das Betriebssystem für Workstations (Clients) und der Nachfolger von Windows NT 4.0 Workstation. Es können bis zu zwei Prozessoren und 4 GB RAM verwendet werden.
- Windows 2000 Server ist für den Einsatz als Server ausgelegt. Es können bis zu vier Prozessoren und 4 GB RAM verwendet werden.
- Windows 2000 Advanced Server ist für Redundanz ausgelegt. Es können bis zu acht Prozessoren und 8 GB RAM verwendet sowie zwei Clusterknoten gebildet werden.
- Windows 2000 Datacenter Server ist für besonders leistungsfähige Hardware ausgelegt. Es können bis zu 32 Prozessoren und 64 GB RAM verwendet sowie vier Clusterknoten gebildet werden.
- Windows Powered basiert auf dem Windows 2000 Advanced Server und bietet Zusatzfunktionen zum Erstellen und Konfigurieren eines Network Attached Storages.

### Neuerungen

#### Allgemein
Die Benutzeroberfläche von Windows 2000 entspricht, abgesehen von einigen Anpassungen im Standard-Farbschema, weitgehend der des zuvor erschienenen Windows 98, während NT 4.0 sich an Windows 95 orientierte. Windows 2000 profitiert zudem von einigen Verbesserungen durch den im Betriebssystem enthaltenen Internet Explorer 5.0. Im Gegensatz zu Windows NT 4.0, das nur bestimmte Komponenten von DirectX implementierte, bietet Windows 2000 eine vollständige Unterstützung von DirectX. So gut wie alle Verwaltungsprogramme wie die Ereignisanzeige, Dienste-Verwaltung, Datenträgerverwaltung, Benutzerverwaltung etc. basierten nun auf der weit anpassbaren Microsoft Management Console (MMC), wo der Vorgänger noch auf die "starren" Windows NT 3.x-Tools zurückgriff.
Windows 2000 enthält Version 3.0 des Dateisystems NTFS. Zu den neuen Funktionen dieser Version zählen etwa Datenträgerkontingente, mit denen der von einem Benutzer beanspruchbare Festplattenspeicher festgelegt werden kann, sowie das Encrypting File System, mit dem Dateien auf der Festplatte verschlüsselt werden können. Zudem unterstützt NTFS mit dieser Version erstmals Sparse-Dateien. Ältere Versionen von Windows sind mit der neuen Version von NTFS nicht kompatibel, allerdings wird zusammen mit dem Service Pack 4 für Windows NT 4.0 auch NTFS 3.0 geliefert, so dass damit das Lesen und Schreiben von mit Windows 2000 erstellten NTFS-Partitionen möglich ist. Windows 2000 unterstützt analog zu Windows 98 jetzt das FAT32-Dateisystem.
Die Systemdateiüberprüfung überwacht wichtige Systemdateien des Rechners und ersetzt sie automatisch, falls sie beschädigt oder gelöscht werden sollten. Windows 2000 enthält zudem erstmals ein Defragmentierungsprogramm, eine beschränkte Version des Programms Diskeeper von Executive Software. Windows 2000 ermöglicht zudem wie Windows 98 SE die Internetverbindungsfreigabe.

#### Serverfunktionen
Eine der größten Neuheiten der Serverversionen von Windows 2000 ist Active Directory. Dabei handelt es sich um einen auf LDAP basierenden Verzeichnisdienst, in dem alle Ressourcen des Netzwerks, wie Benutzer, Gruppen und Computer zentral hierarchisch verwaltet werden. Active Directory verwendet Dynamisches DNS, um die Netzwerkressourcen zu adressieren. Im Gegensatz zu Windows NT 4.0 kann jeder Server zu einem Domänencontroller werden, ohne dass das Betriebssystem neu installiert werden muss. Mit Active Directory kommt auch Kerberos, ein ticketbasiertes System zur Authentifizierung von Personen. Ähnlich wie Windows 98 können Benutzer sich in Windows 2000 mittels einer Smartcard authentifizieren.
Windows 2000 unterstützt Gruppenrichtlinien. Damit können Berechtigungen für einen Computer gesetzt werden, etwa das Recht, die Systemsteuerung aufzurufen. Zudem war in Windows 2000 erstmals das verteilte Dateisystem DFS integriert das es ermöglicht, Ressourcen, die sich auf mehreren Servern befinden, unter einem Namen zusammenzufassen, unter NT 4.0 gab es das als später veröffentlichtes, nachinstallierbares Zusatzpaket.
Mit Routing und RAS enthält Windows 2000 eine Erweiterung des bis Windows NT 4.0 enthaltenen RAS-Dienstes. Dieses enthält eine verbesserte und vereinfachte Benutzeroberfläche und ermöglicht erstmals Network Address Translation (NAT), ähnlich wie es bereits bei der Internetverbindungsfreigabe verwendet wird. Für VPNs bietet Windows 2000 das L2TP-Protokoll, welches auf IPsec basiert und sicherer ist als das ältere PPTP-Protokoll. Zudem entfällt die Beschränkung von 256 gleichzeitigen Verbindungen, prinzipiell können sich beliebig viele RAS-Clients mit einem Windows-2000-Server verbinden. In einem kleinen Netzwerk kann Windows 2000 mithilfe von APIPA die IP-Adressen automatisch ohne administrative Konfiguration zuweisen.
Die Fernsteuerungsfunktionen, die erstmals mit der Windows NT 4.0 Terminal Server Edition eingeführt wurden, sind Bestandteil aller Serverversionen von Windows 2000. Diese führt zudem eine neue Version des Remote Desktop Protocols ein, mit der Daten vom Server auf dem Drucker des Clients gedruckt werden können und eine auf Text und Dateien beschränkte gemeinsame Zwischenablage ermöglicht wird. Die Terminaldienste unter Windows 2000 unterstützen zwei Modi: den Remoteverwaltungsmodus, der lediglich zur Administration des Servers gedacht ist und nur bis zu zwei eingehende Verbindungen ermöglicht, und der Anwendungsservermodus, der zur Einrichtung einer Thin-Client-Umgebung dient und die Ressourcenverteilung des Servers entsprechend anpasst. Clients, die sich mit einem Terminalserver im Anwendungsservermodus verbinden wollen, benötigen eine Lizenz von einem Lizenzserver; dieser muss innerhalb von 90 Tagen bei Microsoft aktiviert werden, danach warnt das System bei jeder Remoteanmeldung, dass die Lizenz abgelaufen ist.

### Architektur
Windows 2000 besitzt einen modularen Aufbau. Die unterste Ebene bildet der HAL. Darauf bauen der eigentliche Betriebssystem-Kern und die Subsysteme auf. Der HAL selbst wurde für frühere Windows-NT-Versionen hardwareunabhängig entwickelt. Der Betriebssystemkern kümmert sich um die Vergabe des Arbeitsspeichers und der Rechenzeit. Auf den Kern setzen die verschiedenen Subsysteme (Win32, OS2 und POSIX) auf. Dem Win32-Subsystem kommt dabei die größte Bedeutung zu, da es sich auch um den Fensteraufbau kümmert und die Signale der Eingabegeräte verarbeitet. Mit Windows NT 4.0 hat Microsoft Teile des GDI-Systems mit in den Kernel-Bereich genommen.
Windows 2000 führt zwei neue Module des Betriebssystemkerns ein. Dies ist zum einen der PnP-Manager, der Plug and Play implementiert und es so Windows 2000 ermöglicht, ähnlich wie Windows 95 und Windows 98 angeschlossene Hardware automatisch zu erkennen und zu installieren. Zum anderen ist dies der Power-Manager, der die Stromsparfunktionen des ACPI-Standards implementiert, dadurch kann Windows 2000 erstmals in den Standby-Modus oder den Ruhezustand geschaltet werden. Dies erfordert allerdings neue Gerätetreiber, die mit dem Power-Manager kompatibel sind – werden ältere Gerätetreiber, etwa für Windows NT 4.0, verwendet, stehen die Stromsparfunktionen nicht zur Verfügung.
Mit Windows 2000 führt Microsoft Unterstützung für Physical-Address Extension (PAE) ein, um Arbeitsspeicher über 4 GB adressieren zu können. Die Address Windowing Extension bietet Programmen durch neue Programmierschnittstellen die Möglichkeit, auf diesen zusätzlichen Arbeitsspeicher zugreifen zu können, indem die entsprechenden Speicherbereiche in den virtuellen Speicher des Programms eingeblendet werden. Zwar ist diese Funktionalität in allen Versionen von Windows 2000 vorhanden, jedoch können nur der Advanced Server und der Datacenter Server mehr als 4 GB Arbeitsspeicher nutzen.
Die Subsysteme arbeiten in der Regel nur auf Ring 3 (Privilegierungsstufe). Dadurch ist der Betriebssystemkern selbst vor Abstürzen in den Programmen geschützt.
Windows 2000 unterstützt das Windows Driver Model, mit dem es unter anderem möglich ist, Gerätetreiber zu schreiben, die sowohl mit Windows 2000 als auch mit Windows 98 kompatibel sind. Das Betriebssystem enthält zahlreiche neue Gerätetreiber, unter anderem unterstützt es erstmals in der NT-Reihe USB-Geräte.

## Systemvoraussetzungen
Die Systemvoraussetzungen für Windows 2000 Professional sind ein Pentium-Prozessor mit 133 MHz, 64 MB Arbeitsspeicher, eine 2 GB große Festplatte mit mindestens 650 MB freiem Speicherplatz und ein CD-ROM-Laufwerk. Eine Aktualisierung ist sowohl von Windows NT Workstation 4.0 und 3.51, als auch von Windows 95 und 98 möglich. Die Systemvoraussetzungen für Windows 2000 Server und Advanced Server sind ähnlich, sie benötigen allerdings 128 MB Arbeitsspeicher und 1 GB freier Festplattenspeicher. Mit Windows 2000 Server kann eine bestehende Installation von Windows NT Server 3.51 und 4.0 sowie der Terminal Server Edition aktualisiert werden, Windows 2000 Advanced Server erlaubt zusätzlich eine Aktualisierung der Windows NT Server 4.0 Enterprise Edition.
Systeme, die mit Windows 2000 Datacenter Server ausgeliefert werden sollen, müssen mindestens acht Prozessoren unterstützen; soll das System in einer Clusterumgebung verwendet werden, müssen auch tatsächlich acht Prozessoren vorhanden sein. Ansonsten sind mindestens ein Pentium III Xeon-Prozessor, 256 MB Arbeitsspeicher, eine 2 GB große Festplatte mit mindestens 1 GB freiem Speicherplatz sowie ein CD-ROM-Laufwerk erforderlich. Da der Datacenter Server ausschließlich auf dafür spezialisierter Hardware verwendet werden soll, ist ein Upgrade eines bestehenden Betriebssystems nicht vorgesehen.
Sollte der Rechner nicht in der Lage sein, von einer CD zu starten, enthält Windows 2000 Professional einen Diskettensatz bestehend aus vier Startdisketten.

## Nutzungsdauer und End of life
Microsoft unterstützte Windows 2000 bis 13. Juli 2010 mit sicherheitskritischen Korrekturen („Extended Support“). Viele Firmen gingen davon aus, dass das System bis dahin noch ausreichend war, so waren in Deutschland Ende 2009 rund 61.000 Installationen mit Windows 2000 Server im Betrieb. Nach dem Ende des Extended Support hat Microsoft automatische Aktualisierungen über Windows Update für Windows 2000 eingestellt, ein frisch installiertes Windows 2000 lässt sich daher nicht mehr automatisch auf den letzten Stand bringen.
Bis zum Ende des Supports konnte das Betriebssystem – gegebenenfalls durch Softwarekomponenten anderer Hersteller – in allen wichtigen Anwendungsbereichen Office, Internet und Multimedia mit der aktuellen Entwicklung Schritt halten. Das letzte unter Windows 2000 nutzbare Microsoft Office ist die Version 2003. OpenOffice.org unterstützt das System bis Version 3.3, LibreOffice bis Version 3.6.7 (vom 10. Juli 2013). Die letzten Firefox-Versionen sind 12.0 und 10.0.12esr. Der jüngste unterstützte Internet Explorer war 6, .Net-Framework wird bis zur Version 2.0 unterstützt.
In vielen Fällen lässt sich Hardware, die noch bis 2010 verkauft wurde, problemlos nutzen. Gerätetreiber für Windows 2000 sind oft identisch mit denen für Windows XP. Bei vielen mit Windows-XP Treibern verkauften Multimedia-Komponenten wie TV-Karten, Kameras und Scannern gibt es hingegen meist keinen kompatiblen Treiber. DirectX wird bis Version 9.0c unterstützt. Einige Komponenten (z. B. ASPI-Treiber) wurden nicht durch Service Packs nachgerüstet und müssen von Fremdanbietern den Treibern beigefügt werden.